# Turjak (Gradiška)
Pour les articles homonymes, voir Turjak.
Turjak (en serbe cyrillique : Турјак) est un village de Bosnie-Herzégovine. Il est situé dans la municipalité de Gradiška et dans la république serbe de Bosnie. Selon les premiers résultats du recensement bosnien de 2013, il compte 286 habitants.

## Démographie

### Évolution historique de la population dans la localité
| 1948 | 1953 | 1961 | 1971 | 1981 | 1991 | 2013 |
| ---- | ---- | ---- | ---- | ---- | ---- | ---- |
| -    | -    | 550  | 528  | 441  | 415  | 286  |

|  |

### Communauté locale
En 1991, la communauté locale de Turjak comptait 1 110 habitants, répartis de la manière suivante :